# 소 카즈호
소 카즈호(일본어: 壮 一帆, 1975년 8월 7일 ~ )는 일본 전 다카라즈카 가극단의 유키구미, 하나구미로, 뮤지컬 여배우이다. 효고현 가와니시시 출신이다.